# Ceclava Czapska
Ceclava Czapska (Cécile Czapska) (2 de janeiro de 1899 - 1 de dezembro de 1970) foi uma impostora que afirmou ser o grã-duquesa Maria Nikolaevna da Rússia, filha do czar Nicolau II da Rússia, o último governante autocrático do Império Russo, e sua esposa czarina Alexandra Feodorovna.

## Biografia
Ela era filha de Boleslau Czapska e Raja Ludmilla Tchapline. Ela casou com o príncipe Nicolas Dolgoruky, em 20 de janeiro de 1919 na Roménia. Eles tiveram duas filhas:
- Princesa Olga-Beata Dolgoruky (1927), mãe de Alexis Brimeyer (1946–1995)
- Princesa Júlia-Iolanda Dolgoruky (1937).

Ela morreu em Roma. Seu túmulo está em Prima Porta.
Os restos de desconto todos os Romanov foram encontrados e identificados através de testes de DNA refutando a sua pretensão.